# 소나무노랑점바구미
소나무노랑점바구미는 바구미과의 곤충이다. 노랑무늬솔바구미라고도 한다. 영문명은 yellow spotted pine weevil이며 학명은 Pissodes nitidus이다. 기주식물은 소나무, 곰솔, 리기다소나무 등이고 주로 한국, 일본에 분포한다.

## 피해양상
1년에 한 번 발생하며 성충은 수명이 길어 2~3년간 생존한다. 나무껍질 틈에서 겨울을 나는 성충은 4월경 밖으로 나와 주둥이로 나무껍질 구멍을 뚫고 주로 나무껍질(형성층) 속에 알을 1~2개 낳는다. 부화한 유충은 나무껍질(수피) 밑을 불규칙하게 갉아먹는데, 노숙유충이 되면 나무를 물어뜯어 타원형의 방을 만들어 그 안에서 번데기가 된다.
신종 성충은 지난 6~7월 나무껍질에 지름 3㎜ 정도의 둥근 구멍을 뚫고 탈출해 숙주로 이동해 새잎집이나 나뭇가지에 주둥이를 꽂고 수액을 빨아먹으며 생활하지만 산란하지는 않는다. 11월경 월동을 하여 소나무와 강모, 스트로브 소나무, 리다 소나무에 기생한다. 소나무처럼 소나무가 잘린 나무나 약한 나무에 피해를 주는 2차 해충이다.

## 형태적 특성
몸의 길이는 약 12mm이다. 몸 색깔은 적갈색이고, 더듬이와 주둥이는 진한 갈색이며 주둥이의 중앙에 더듬이가 붙어 있다. 앞가슴은 앞쪽이 얇고, 뒷가슴 중앙에는 흰 점이 좌우 2개가 있다. 딱지날개 중앙 앞면은 회황색 바탕에 수평 띠가 있고, 날개 끝은 흰색 바탕에 넓은 수평 띠가 있다. 유충은 날개가 없고, 머리는 갈색을 띄며, 배 쪽으로 구부러져 있다.

## 방제
약제방제로는 성충 활동시기인 5월 말~6월 초에 살충제 처리를 하면 효과적이지만 등록된 약제가 없다.
친환경방제로는 유충에 기생하는 기생파리류, 맵시벌류, 기생봉류 등을 보호한다. 해충 및 딱따구리류를 잡아먹는 다양한 조류를 보호한다. 전년도 가을이나 겨울에 베어낸 목재를 유인목으로 사용하여 우화되기 전인 4월 말까지 수거하여 소각한다. 산란 최성기인 9~10월에 산란을 예방하기 위해 방충망을 씌운다.